# Merz Verlag
Der Merz Verlag (vormals: Friedhelm Merz Verlag) ist ein deutsches Veranstaltungsunternehmen mit Sitz in Essen, das die SPIEL Essen in der Messe Essen organisiert. Das Unternehmen wurde 1985 von dem Journalisten Friedhelm Merz als Buch- und Zeitschriftenverlag gegründet. Seit 2022 ist der Merz Verlag eine Tochtergesellschaft der Nürnberger Spielwarenmesse eG.

## Geschichte
Der Gründer des Unternehmens, Friedhelm Merz, war 1976 bis 1978 Chefredakteur der SPD-Wochenzeitung Vorwärts und von 1979 bis 1985 Geschäftsführer des Vorwärts-Verlags. Gleichzeitig leitete er ab 1981 dessen Tochterverlag Courir, der 1984 in Argo umbenannt wurde. Er war der Gründungsverleger des 1981 erstmals erschienenen Spielefachmagazins Spielbox, dessen Redaktion Rainer Müller, von dem auch Idee und Konzept stammten, Helmut Morell und Lothar Romain bildeten. 1983 hatten Reiner Müller und Friedhelm Merz die Idee, im amerikanischen Club in Plittersdorf ein Treffen für Spieler zu organisieren, zu dem sich überraschend 700 Leser der Spielbox anmeldeten. Da diese Anzahl von Spielern den Club sprengte, bekam Merz über seine Kontakte zu dem damaligen Ministerpräsidenten von Nordrhein-Westfalen, Johannes Rau, das Gelände der Essener Volkshochschule vermittelt, in der bereits seit 1979 die Preisverleihung zum Spiel des Jahres stattfand. Dort veranstaltete der Courir-Verlag die ersten Deutschen Spielertage. Nach einer Ankündigung im Morgenmagazin des WDR 2 kamen 4000 bis 5000 Besucher zu der Veranstaltung. Im Folgejahr erschienen bereits 10.000 bis 15.000 Besucher und das Treffen wurde Austragungsort der Deutschen Mannschaftsmeisterschaft im Brettspiel. 1985 zog die Veranstaltung in die Messe Essen um.
1985 trennten sich der Vorwärts-Verlag und Friedhelm Merz, der daraufhin den Friedhelm Merz Verlag in seiner Wohnung in Bonn-Mehlem als Fachverlag für Spiel und Kommunikation gründete. Zusammen mit seiner Lebensgefährtin Rosemarie Geu veröffentlichte Merz Abfall- und Entsorgungsliteratur und den SpielReport als Spielefachzeitschrift. Zudem übernahm der Verlag zum Jahreswechsel 1985/86 die Veröffentlichung der Zeitschrift Die Pöppel-Revue, die zunächst von Knut-Michael Wolf als Chefredakteur verantwortet wurde, bis Merz 1989 für kurze Zeit diese Aufgabe selbst übernahm. Die Rechte an den Essener Spielertagen konnte er sich gegen die einmalige Zahlung von 50.000 DM an die SPD zusammen mit der Messe Essen gerichtlich sichern. 1986 wurden die Deutschen Spielertage umbenannt in Internationale Spieltage Spiel. 1990 gründete Friedhelm Merz den Deutschen Spielepreis als Abstimmung unter Händlern, Journalisten, Spielekreisen und dem Fachpublikum. Diese Auszeichnung wird seitdem vom Merz Verlag im Rahmen der Spieltage verliehen.
Nach dem Tod von Friedhelm Merz im Jahr 1996 übernahmen seine Frau Rosemarie Geu, die sich 2011 aus dem Geschäft zurückzog, und ihre Tochter Dominique Metzler die Leitung des Unternehmens, das sich seitdem vollständig auf die Organisation der Internationalen Spieltage konzentriert. Anfang 2022 übernahm die Spielwarenmesse eG in Nürnberg die Friedhelm Merz Verlag GmbH & Co. KG  für einen ungenannten Kaufpreis von Rosemarie Geu und Dominique Metzler, die in einer Übergangszeit noch für die Leitung der Spiel ’22 zuständig war. Anschließend wurde die ehemalige Asmodee-Managerin Carol Rapp mit der Leitung der Spiel betraut. Sie bildet gemeinsam mit Spielwarenmesse-Vorstand Florian Hess die Geschäftsführung des Merz Verlags.

## Belege
1. 1 2 3  Biografie WHO’S WHO: SpielReport, abgerufen am 29. Oktober 2017
2. ↑  Andreas Feser: Vermögensmacht und Medieneinfluss. BoD, 2003, ISBN 3-8330-0347-2, S. 118.
3. ↑  Jens Scholten: Zwischen Markt und Parteiräson. Klartext, Essen 2008, ISBN 3-89861-863-3, S. 251.
4. ↑  Jens Scholten: Zwischen Markt und Parteiräson. Klartext, Essen 2008, ISBN 3-89861-863-3, S. 56.
5. 1 2 3  Kölnische Rundschau: Merz war Verlagsleiter im Argo-Verlag und Chefredakteur der Fachzeitschrift „Spielbox“, Leiter der sozialdemokratischen Zeitung „Vorwärts“ und schrieb zwischenzeitlich sogar Reden für Willy Brandt. – Quelle: https://www.rundschau-online.de/24904002 ©2017, abgerufen am 29. Oktober 2017
6. ↑  Jens Junge: Vorbild Gamesbranche. In: Null ouvert: Magazin für analoge Spielkultur. 2021, ISBN 978-3-940989-45-1, S. 91 f.
7. ↑  Spielwarenmesse eG übernimmt die Internationalen Spieltage SPIEL in Essen unter Beibehaltung ihrer Ausrichtung. Abgerufen am 12. Januar 2022.
8. ↑  „Viele finden die Umbau-Idee super“. In: Spielbox. Nr. 4, 2023, S. 30–33.